# Roger Revelle
Roger Randall Dougan Revelle (7 maart 1909 – 15 juli 1991) was een Amerikaans wetenschapper die mee aan de basis lag van de Universiteit van Californië - San Diego. Hij was een van pioniers in het wetenschappelijk onderzoek van de Opwarming van de Aarde. Andere studiedomeinen van Revelle waren de platentektoniek en de biologische gevolgen van het gebruik van kernwapens. Hij droeg ook bij tot Internationaal Geofysisch Jaar (1957-1958). In de jaren 1960-1969 was hij directeur van het Scripps Institution of Oceanography, dat nauw samenwerkte met de US Navy en nadien het eerste centrum werd voor het bestuderen van de CO2-uitstoot. Die zou vanaf 1956 meer systematisch gemeten worden in het Mauna Loa Observatorium, onder leiding van onder meer Charles David Keeling. Revelle verkreeg verschillende wetenschappelijke onderscheidingen. 